# Bagaria
A bagaria olyan sötétbarna színű vagy vöröses marha-, borjú-, kecske-, ló-, és főleg tehénbőr, amelyet különleges eljárással lúgokkal, pácokkal és festőanyagokkal kezeltek, majd nyárfaolajjal megpuhítottak. A művészi könyvkötésben – különösen a középkorban – nagy szerepe volt. A könyvek kötésén kívül lábbelit, lófelszerelést, bőr-és díszműárut készítettek belőle.

## Kialakulása
A bagaria először Oroszországban jelent meg. Elkészítésének módja titkos volt, de elterjedt Németországban, Franciaországban, Angliában is. Eredeti elnevezése luft, ami egy párt jelent.

## Készítése
A cserzésre fűz-, nyír,- nyárfacsert, valamint vörösfenyőkérget, Németországban, Franciaországban és Angliában tölgyfacser és más anyagokat használtak. Az előkészítéshez nyírfakátrány (deget, Döggert), a kikészítésre halzsír kellett. A nyírfa kérgének és ágainak száraz lepárlásából nyert nyírfakátrányt a bőr hús felőli oldalába, posztóval dörzsölték be. A bagaria elkészítése hasonlított a cserzővarga által készített bőrhöz. Miután megmeszezték a bőrt, az oroszok rozsból, zabból és sóból álló péppel, kutya-salakanyaggal (kaska), valamint hígított savakkal tisztították. A cserzés után ismét a bőrt ismét rozs-és zabpéppel kezelték, így megpuhult és megtisztult. Utána megfestették, kisimították, kiigazították és megszárították. Festéskor a bőrt színét timsóból készült oldatba áztatták, és két-két bőrt egymás színére téve összevarrták. Az így létrejött zsákba beletöltötték a festőanyag oldatát, ami vörösfából, brazilisi fából és szantálfából állt. A festőanyag 70 rész reszelt vörösfából, 3 rész borkőből és 420 rész vízből tevődött össze. A keveréket felforralták, leszűrték, és ülepedni hagyták. Az ónoldatos (savas óntetrakloridos) pácolás és a festés a táblán történt, kefével vagy szivaccsal végezték. A bőr mintázatát horgonyzott hengerrel alakították ki.